# Aonidiella aurantii
La cocciniglia bianca-rossa forte degli agrumi o rossa di California (Aonidiella aurantii Maskell, 1879) è un insetto fitomizo dell'ordine dei Rhynchota Homoptera Sternorrhyncha (superfamiglia Coccoidea, famiglia Diaspididae).

## Generalità
L'Aonidiella aurantii è originaria del Sud-Est asiatico da dove si è diffusa in tutte le aree agrumicole del mondo.
In Italia è presente nelle regioni meridionali, soprattutto è particolarmente dannosa negli agrumeti della Sicilia.
È una specie polifaga, attacca preferibilmente gli agrumi, in particolare il limone, ma si riscontra anche su altri fruttiferi (carrubo, fico, mandorlo, melo, pero, susino, nespolo del Giappone, vite, ecc.) e su svariate piante ornamentali ( rosa, alloro, Cycas rivolta , edera, ligustro, pittosporo, quercia, ecc.).

## Descrizione
È indicata come Cocciniglia rossa forte per evidenziare il colore del suo follicolo, che ha tonalità più intensa di quello della Cocciniglia bianca-rossa degli agrumi (Chrysomphalus dictyospermi MORGAN, 1889), alla quale somiglia esteriormente.
Il follicolo femminile è circolare (circa 2 mm di diametro) di colore nocciola, rossastro per trasparenza del corpo della femmina, con esuvie centrali di colore rossastro più scuro. I maschi sono di dimensioni più piccole (circa 1 mm di lunghezza) con scudetto di forma ovale. Nello stadio adulto il maschio è alato di colore giallastro.

## Ciclo biologico
La Aonidiella aurantii sverna in vari stadi di sviluppo.
In ambienti favorevoli,  quali climi caldi e asciutti, compie fino a quattro generazioni all'anno che si accavallano tra di loro. La prima si ha dall'inizio di maggio alla fine di luglio, la seconda dalla prima decade di luglio a fine agosto, la terza da fine agosto-primi di settembre all'inizio di novembre e l'ultima da novembre a maggio dell'anno successivo.
In primavera, le femmine fecondate dai maschi alati, la cui vita è limitata a circa un giorno, o partoriscono neanidi già attive dopo qualche ora o depongono mediamente un centinaio di uova a sviluppo embrionale ultimato, da cui le neanidi sgusciano immediatamente (specie ovovivipara). 
Le neanidi di I età., dopo una breve fase mobile in cui possono anche essere trasportate dal vento su altre piante, si fissano al substrato e iniziano ad alimentarsi.

## Danni
La cocciniglia infesta i rami, le foglie, i frutti, la corteccia delle branche e del tronco. 
I danni, considerati assai più gravi di quelli causati sugli agrumi dalla Cocciniglia bianca-rossa, si manifestano con ingiallimenti fogliari, filloptosi, fessurazioni corticali e generale deperimento della pianta. La presenza della cocciniglia in numero maggiore a 10 individui per frutto determina un deprezzamento commerciale dei frutti.

## Antagonisti
Questo coccide è limitato da molti nemici naturali quali: 
- Predatori: Chilocorus bipustulatus (L.) (Coleoptera: Coccinellidae);

- Parassitoidi: Aphytis melinus De Bach, Aphytis lingnanensis Comp.,  Aphytis coheni De Bach, (Imenotteri Afelinidi) (Ectofagi), Compariella bifasciata How. ((Imenotteri Encirtidi)

- Entomopatogeni: Cephalosporium lecanii Zimm.

## Difesa
Lotta può essere effettuata mediante:
- Interventi agronomici:

ridurre le potature;
ridurre la presenza di polvere sulla chioma;
lavorare il terreno per disturbare i nidi delle formiche.
- Interventi meccanici:  effettuare spazzolature alle branche e al tronco oppure effettuare spennellature con calce (su limitate superfici).

- Interventi biologici: lanci dell'imenottero afenilide Aphytis melinus per aumentare il controllo biologico naturale esercitato da parassitoidi e predatori, specialmente dopo che si sono verificate condizioni sfavorevoli per l'entomofauna utile (gelate, elevate temperature, trattamenti chimici non selettivi). Per programmare sia i lanci sia i trattamenti bisogna collocare a inizio marzo una trappola al feromone per appezzamento omogeneo. La trappola intercetta i voli dei maschi svernanti maturi per l'accoppiamento con le femmine vergini della cocciniglia. Il maschio alato della cocciniglia si riconosce dagli altri insetti per la lunghezza delle antenne che supera quella del corpo e per la tipica banda trasversale. Alle prime catture si iniziano i lanci inondativi di A. melinus: 50.000-100.000 insetti/ha, frazionati in 5-6 interventi, di cui almeno il 50% durante i voli primaverili dei maschi. Ad ogni intervento si rilasciano circa 5.000 insetti ogni 100-120 pianta (20.000/ha).

- Interventi chimici: trattamenti con olio bianco eventualmente attivato con fosforganici da effettuare nel periodo invernale cioè quando i parassitoidi, trovandosi nello stadio di larva odi pupa, sono ben protetti all'interno del corpo della vittima. Il trattamento va effettuato se è presente una cocciniglia viva per ogni 10-20 cm di rametto verde e/o 3-5 neanidi per foglia oppure se si catturano più di 100 individui di maschi alati della cocciniglia lungo tutto il periodo primaverile (marzo-maggio). Sul limone, in caso di forte infestazione, si può intervenire anche alla fine dell'estate, con temperature non superiore a 32 °C,  impiegando olio bianco contro le neanidi di I e II età. Utilizzare preferibilmente oli minerali moderni a dosi massime dell'1,5% (volume/volume) di prodotto commerciale e alti volumi di irrorazione.